# Füzér
Füzér est un village et une commune du comitat de Borsod-Abaúj-Zemplén en Hongrie.

## Géographie
- Ville la plus proche: Sátoraljaújhely (26 km).
- Villages voisins:Filkeháza (6 km), Füzérkomlós (5 km), Hollóháza (9 km), Pusztafalu (8 km).

## Histoire
Le château, construit à de 550 mètres d'altitude au sommet d’un cône volcanique, remonte à 1264. C'est l’un des premiers châteaux de pierre du pays. Au XIIIe siècle, le roi André II achète le château à la famille Aba à l'époque d'Árpád. Il est restitué au clan  Aba par la suite. Après la bataille de Rozgony, Charles Ier Robert le confisque. Il devient d'abord la propriété des Drugeth puis de la famille Perényi. En 1567, à la mort de Gábor Perényi, le château passe d'abord aux Báthoris puis aux Nádasdy. En 1676, après la conspiration de Wesselényi, l'armée impériale de Léopold Ier le confisque, l'incendie et l'abandonne. Il reste en ruine jusqu’à sa restauration par des fonds de l'Union européenne en 2014.